# Arthur Rinderknech
Arthur Rinderknech (n. 23 de julio de 1995) es un jugador de tenis francés.
Jugó al tenis universitario en la NCAA con los Texas A&M Aggies.
Rinderknech hizo su debut en el cuadro principal de Grand Slam como wildcard en el Abierto de Francia 2018 en dobles junto a Florian Lakat. También ingresó como wildcard en la primera ronda del Abierto de Francia 2020 en el cuadro principal de individuales en su debut y dobles alcanzó la segunda ronda en dobles.
En su debut en el ATP Tour en marzo de 2021, Rinderknech se clasificó para el cuadro principal del Open 13 de 2021 en Marsella, Francia, donde alcanzó los cuartos de final, perdiendo ante su compatriota Ugo Humbert.

## Títulos ATP (0; 0+0)

### Individual (0)
| Leyenda                         |
| Grand Slam (0)                  |
| ATP Wourld Tour Finals (0)      |
| ATP Masters 1000 World Tour (0) |
| ATP World Tour 500 series (0)   |
| ATP World Tour 250 series (0)   |

#### Finalista (1)
| N.º | Fecha               | Torneo      | Superficie | Oponente en la final | Resultado           |
| --- | ------------------- | ----------- | ---------- | -------------------- | ------------------- |
| 1.  | 15 de enero de 2022 | Adelaida II | Dura       | Thanasi Kokkinakis   | 7-6(6), 6-7(5), 3-6 |

### Dobles (0)
| Leyenda                         |
| Grand Slam (0)                  |
| ATP Wourld Tour Finals (0)      |
| ATP Masters 1000 World Tour (0) |
| ATP World Tour 500 series (0)   |
| ATP World Tour 250 series (0)   |

#### Finalista (1)
| N.º | Fecha                    | Torneo | Superficie | Pareja   | Oponentes en la final        | Resultado |
| --- | ------------------------ | ------ | ---------- | -------- | ---------------------------- | --------- |
| 1.  | 26 de septiembre de 2021 | Metz   | Dura (i)   | Hugo Nys | Hubert Hurkacz Jan Zieliński | 5-7, 3-6  |

## Torneos ATP Challenger (8; 6+2)

### Individuales (6)
| N.° | Fecha               | Torneo   | Superficie    | Oponente en la final | Resultado       |
| --- | ------------------- | -------- | ------------- | -------------------- | --------------- |
| 1.  | 26 de enero de 2020 | Rennes   | Dura (i)      | James Ward           | 7-5, 6-4        |
| 2.  | 1 de marzo de 2020  | Calgary  | Dura (i)      | Maxime Cressy        | 3-6, 7-65, 6-4  |
| 3.  | 24 de enero de 2021 | Estambul | Dura (i)      | Benjamin Bonzi       | 4-6, 7-61, 7-63 |
| 4.  | 5 de junio de 2022  | Poznań   | Tierra batida | Tomás Barrios        | 6-3, 7-62       |
| 5.  | 30 de julio de 2023 | Zug      | Tierra batida | Joris De Loore       | 3-6, 6-3, 6-4   |
| 6.  | 3 de marzo de 2024  | Lille    | Dura (i)      | Joris De Loore       | 6-4, 3-6, 7-68  |

### Finalista (1)
| N.° | Fecha                 | Torneo        | Superficie | Oponente en la final | Resultado      |
| --- | --------------------- | ------------- | ---------- | -------------------- | -------------- |
| 1.  | 23 de febrero de 2020 | Drummondville | Dura (i)   | Maxime Cressy        | 7-64, 4-6, 4-6 |

### Dobles (3)
| N.° | Fecha                 | Torneo        | Superficie    | Pareja                | Oponentes en la final                       | Resultado  |
| --- | --------------------- | ------------- | ------------- | --------------------- | ------------------------------------------- | ---------- |
| 1.  | 22 de febrero de 2020 | Drummondville | Dura (i)      | Manuel Guinard        | Roberto Cid Subervi Gonçalo Oliveira        | 7-64, 7-63 |
| 2.  | 22 de agosto de 2020  | Praga         | Tierra batida | Pierre-Hugues Herbert | Zdeněk Kolář Lukáš Rosol                    | 6-3, 6-4   |
| 3.  | 28 de enero de 2024   | Quimper       | Dura          | Manuel Guinard        | Anirudh Chandrasekar Vijay Sundar Prashanth | 7-64, 6-3  |

### Finalista (1)
| !N.° | Fecha             | Torneo   | Superficie    | Pareja         | Oponentes en la final           | Resultado         |
| 1.   | 5 de mayo de 2019 | Savannah | Tierra batida | Manuel Guinard | Roberto Maytín Fernando Romboli | 7-65, 4-6, [9-11] |